# Atletiek op de Olympische Zomerspelen 1976
Atletiek is een van de sporten die beoefend werden tijdens de Olympische Zomerspelen 1976 in Montréal, Canada. 

## Heren

### 100 m
| rang   | sporter(s)          | land | tijd  |
| ------ | ------------------- | ---- | ----- |
| Goud   | Hasely Crawford     | TRI  | 10.06 |
| Zilver | Don Quarrie         | JAM  | 10.08 |
| Brons  | Valeri Borzov       | URS  | 10.14 |
| 4      | Harvey Glance       | USA  | 10.19 |
| 5      | Guy Abrahams        | PAN  | 10.25 |
| 6      | John Wesley Jones   | USA  | 10.27 |
| 7      | Klaus-Dieter Kurrat | GDR  | 10.31 |
| 8      | Petar Petrov        | BUL  | 10.35 |

### 200 m
| rang   | sporter(s)         | land | tijd  |
| ------ | ------------------ | ---- | ----- |
| Goud   | Don Quarrie        | JAM  | 20.23 |
| Zilver | Millard Hampton    | USA  | 20.29 |
| Brons  | Dwayne Evans       | USA  | 20.43 |
| 4      | Pietro Mennea      | ITA  | 20.54 |
| 5      | Rui da Silva       | BRA  | 20.84 |
| 6      | Bogdan Grzejszczak | POL  | 20.91 |
| 7      | Colin Bradford     | JAM  | 21.17 |
|        | Hasely Crawford    | TRI  | DNF   |

### 400 m
| rang   | sporter(s)         | land | tijd  |
| ------ | ------------------ | ---- | ----- |
| Goud   | Alberto Juantorena | CUB  | 44.26 |
| Zilver | Fred Newhouse      | USA  | 44.40 |
| Brons  | Herman Frazier     | USA  | 44.95 |
| 4      | Fons Brydenbach    | BEL  | 45.04 |
| 5      | Maxie Parks        | USA  | 45.24 |
| 6      | Richard Mitchell   | AUS  | 45.40 |
| 7      | David Jenkins      | GBR  | 45.57 |
| 8      | Jan Werner         | POL  | 45.63 |

### 800 m
| rang   | sporter(s)         | land | tijd       |
| ------ | ------------------ | ---- | ---------- |
| Goud   | Alberto Juantorena | CUB  | WR 1:43.50 |
| Zilver | Ivo Van Damme      | BEL  | 1:43.86    |
| Brons  | Rick Wohlhuter     | USA  | 1:44.12    |
| 4      | Willi Wülbeck      | FRG  | 1:45.26    |
| 5      | Steve Ovett        | GBR  | 1:45.44    |
| 6      | Luciano Susanj     | YUG  | 1:45.75    |
| 7      | Sriram Singh       | IND  | 1:45.77    |
| 8      | Carlo Grippo       | ITA  | 1:48.39    |

### 1500 m
| rang   | sporter(s)          | land | tijd    |
| ------ | ------------------- | ---- | ------- |
| Goud   | John Walker         | NZL  | 3:39.17 |
| Zilver | Ivo Van Damme       | BEL  | 3:39.27 |
| Brons  | Paul-Heinz Wellmann | FRG  | 3:39.33 |
| 4      | Eamonn Coghlan      | IRL  | 3:39.51 |
| 5      | Frank Clement       | GBR  | 3:39.65 |
| 6      | Rick Wohlhuter      | USA  | 3:40.64 |
| 7      | David Moorcroft     | GBR  | 3:40.94 |
| 8      | Graham Crouch       | AUS  | 3:41.80 |

### 5000 m
| rang   | sporter(s)              | land | tijd     |
| ------ | ----------------------- | ---- | -------- |
| Goud   | Lasse Virén             | FIN  | 13:24.76 |
| Zilver | Dick Quax               | NZL  | 13:25.16 |
| Brons  | Klaus-Peter Hildenbrand | FRG  | 13:25.38 |
| 4      | Rodney Dixon            | NZL  | 13:25.50 |
| 5      | Brendan Foster          | GBR  | 13:26.19 |
| 6      | Willy Polleunis         | BEL  | 13:26.99 |
| 7      | Ian Stewart             | GBR  | 13:27.65 |
| 8      | Aniceto Simões          | POR  | 13:29.38 |

Brendan Foster liep een OR tijdens de series, tijd: 13:20.34.

### 10000 m
| rang   | sporter(s)      | land | tijd     |
| ------ | --------------- | ---- | -------- |
| Goud   | Lasse Virén     | FIN  | 27:40.38 |
| Zilver | Carlos Lopes    | POR  | 27:45.17 |
| Brons  | Brendan Foster  | GBR  | 27:54.92 |
| 4      | Anthony Simmons | GBR  | 27:56.26 |
| 5      | Ilie Floroiu    | ROU  | 27:59.93 |
| 6      | Mariano Haro    | ESP  | 28:00.28 |
| 7      | Mark Smet       | BEL  | 28:02.80 |
| 8      | Bernard Ford    | GBR  | 28:17.78 |

### marathon
| rang   | sporter(s)          | land | tijd         |
| ------ | ------------------- | ---- | ------------ |
| Goud   | Waldemar Cierpinski | GDR  | OR 2:09:55.0 |
| Zilver | Frank Shorter       | USA  | 2:10:45.8    |
| Brons  | Karel Lismont       | BEL  | 2:11:12.6    |
| 4      | Donald Kardong      | USA  | 2:11:15.8    |
| 5      | Lasse Virén         | FIN  | 2:13:10.8    |
| 6      | Jerome Drayton      | CAN  | 2:13:30.0    |
| 7      | Leonid Mossejev     | URS  | 2:13:33.4    |
| 8      | Franco Fava         | ITA  | 2:14:24.6    |

### 110 m horden
| rang   | sporter(s)              | land | tijd  |
| ------ | ----------------------- | ---- | ----- |
| Goud   | Guy Drut                | FRA  | 13.30 |
| Zilver | Alejandro Casañas       | CUB  | 13.33 |
| Brons  | Willie Davenport        | USA  | 13.38 |
| 4      | Charles Foster          | USA  | 13.41 |
| 5      | Thomas Munkelt          | GDR  | 13.44 |
| 6      | James Owens             | USA  | 13.73 |
| 7      | Vjatsjeslav Koelebjakin | URS  | 13.93 |
| 8      | Viktor Mjasnikov        | URS  | 13.94 |

### 400 m horden
| rang   | sporter(s)          | land | tijd     |
| ------ | ------------------- | ---- | -------- |
| Goud   | Edwin Moses         | USA  | WR 47.64 |
| Zilver | Michael Shine       | USA  | 48.69    |
| Brons  | Jevgeni Gavrilenko  | URS  | 49.45    |
| 4      | Quentin Wheeler     | USA  | 49.86    |
| 5      | José Jesús Carvalho | POR  | 49.94    |
| 6      | Janko Bratanov      | BUL  | 50.03    |
| 7      | Damaso Alfonso      | CUB  | 50.19    |
| 8      | Alan Pascoe         | GBR  | 51.29    |

### 3000 m steeple chase
| rang   | sporter(s)           | land | tijd       |
| ------ | -------------------- | ---- | ---------- |
| Goud   | Anders Gärderud      | SWE  | WR 8:08.02 |
| Zilver | Bronisław Malinowski | POL  | 8:09.11    |
| Brons  | Frank Baumgartl      | GDR  | 8:10.36    |
| 4      | Tapio Kantanen       | FIN  | 8:12.60    |
| 5      | Michael Karst        | FRG  | 8:20.14    |
| 6      | Evan Robertson       | NZL  | 8:21.08    |
| 7      | Dan Glans            | SWE  | 8:21.53    |
| 8      | Antonio Campos       | ESP  | 8:22.65    |

### 4x100 m estafette
| rang   | sporter(s)                                                               | land | tijd  |
| ------ | ------------------------------------------------------------------------ | ---- | ----- |
| Goud   | Harvey Glance John Wesley Jones Millard Hampton Steve Riddick            | USA  | 38.33 |
| Zilver | Manfred Kokot Jörg Pfeifer Klaus-Dieter Kurrat Alexander Thieme          | GDR  | 38.66 |
| Brons  | Aleksandr Aksinin Nikolai Kolesnikov Juris Silovs Valeri Borzov          | URS  | 38.78 |
| 4      | Andrzej Świerczyński Marian Woronin Bogdan Grzejszczak Zenon Licznerski  | POL  | 38.83 |
| 5      | Francisco Gómez Alejandro Casañas Hermes Ramírez Silvio Leonard          | CUB  | 39.01 |
| 6      | Vincenzo Guerini Luciano Caravani Luigi Benedetti Pietro Mennea          | POL  | 39.08 |
| 7      | Jean-Claude Amoureux Joseph Arame Lucien Sainte-Rose Dominique Chauvelot | FRA  | 39.16 |
| 8      | Hugh Spooner Marvin Nash Albin Dukowski Hugh Fraser                      | CAN  | 39.47 |

### 4x400 m estafette
| rang   | sporter(s)                                                       | land | tijd    |
| ------ | ---------------------------------------------------------------- | ---- | ------- |
| Goud   | Herman Frazier Benny Brown Fred Newhouse Maxie Parks             | USA  | 2:58.65 |
| Zilver | Ryszard Podlas Jan Werner Zbigniew Jaremski Jerzy Pietrzyk       | POL  | 3:01.43 |
| Brons  | Franz-Peter Hofmeister Lothar Krieg Harald Schmid Bernd Herrmann | FRG  | 3:01.98 |
| 4      | Ian Seale Don Domansky Leighton Hope Brian Saunders              | CAN  | 3:02.64 |
| 5      | Leighton Priestley Alfred Daley Colin Bradford Seymour Newman    | JAM  | 3:02.84 |
| 6      | Michael Solomon Horace Tuitt Joseph Coombs Charles Joseph        | TRI  | 3:03.46 |
| 7      | Eddy Gutiérrez Alfonso Damaso Carlos Alvárez Alberto Juantorena  | CUB  | 3:03.81 |
| 8      | Hannu Mäkelä Ossi Karttunen Stig Lönnqvist Markku Kukkoaho       | FIN  | 3:06.51 |

### 20 km snelwandelen
| rang   | sporter(s)             | land | tijd      |
| ------ | ---------------------- | ---- | --------- |
| Goud   | Daniel Bautista        | MEX  | 1:24:40.6 |
| Zilver | Hans Reimann           | GDR  | 1:25:13.8 |
| Brons  | Peter Frenkel          | GDR  | 1:25:29.4 |
| 4      | Karl-Heinz Stadtmüller | GDR  | 1:26:50.6 |
| 5      | Raúl González          | MEX  | 1:28:18.2 |
| 6      | Armando Zambaldo       | ITA  | 1:28:25.2 |
| 7      | Volodymyr Holoebnytsjy | URS  | 1:29:24.6 |
| 8      | Vittorio Visini        | ITA  | 1:29:31.6 |

### hoogspringen
| rang   | sporter(s)       | land | hoogte    |
| ------ | ---------------- | ---- | --------- |
| Goud   | Jacek Wszoła     | POL  | OR 2.25 m |
| Zilver | Greg Joy         | CAN  | 2.23 m    |
| Brons  | Dwight Stones    | USA  | 2.21 m    |
| 4      | Sergej Boedalov  | URS  | 2.21 m    |
| 5      | Sergej Zenjoekov | URS  | 2.18 m    |
| 6      | Rodolfo Bergamo  | ITA  | 2.18 m    |
| 7      | Rolf Beilschmidt | GDR  | 2.18 m    |
| 8      | Jesper Törring   | DEN  | 2.15 m    |

### polsstokhoogspringen
| rang   | sporter(s)         | land | hoogte    |
| ------ | ------------------ | ---- | --------- |
| Goud   | Tadeusz Ślusarski  | POL  | OR 5.50 m |
| Zilver | Antti Kalliomäki   | FIN  | OR 5.50 m |
| Brons  | David Roberts      | USA  | OR 5.50 m |
| 4      | Patrick Abada      | FRA  | 5.45 m    |
| 5      | Wojciech Buciarski | POL  | 5.45 m    |
| 6      | Earl Bell          | USA  | 5.45 m    |
| 7      | Jean-Michel Bellot | FRA  | 5.40 m    |
| 8      | Itsuo Takanezawa   | JPN  | 5.40 m    |

### verspringen
| rang   | sporter(s)              | land | afstand |
| ------ | ----------------------- | ---- | ------- |
| Goud   | Arnie Robinson          | USA  | 8.35 m  |
| Zilver | Randy Williams          | USA  | 8.11 m  |
| Brons  | Frank Wartenberg        | GDR  | 8.02 m  |
| 4      | Jacques Rousseau        | FRA  | 8.00 m  |
| 5      | João Carlos de Oliveira | BRA  | 8.00 m  |
| 6      | Nenad Stekić            | YUG  | 7.89 m  |
| 7      | Valeri Podloesjnyi      | URS  | 7.88 m  |
| 8      | Hans Baumgartner        | FRG  | 7.84 m  |

### hink-stap-springen
| rang   | sporter(s)              | land | afstand |
| ------ | ----------------------- | ---- | ------- |
| Goud   | Viktor Sanjejev         | URS  | 17.29 m |
| Zilver | James Butts             | USA  | 17.18 m |
| Brons  | João Carlos de Oliveira | BRA  | 16.90 m |
| 4      | Pedro Pérez             | CUB  | 16.81 m |
| 5      | Tommy Haynes            | USA  | 16.78 m |
| 6      | Wolfgang Kolmsee        | FRG  | 16.68 m |
| 7      | Eugeniusz Biskupski     | POL  | 16.49 m |
| 8      | Carol Corbu             | ROU  | 16.43 m |

### kogelstoten
| rang   | sporter(s)            | land | afstand |
| ------ | --------------------- | ---- | ------- |
| Goud   | Udo Beyer             | GDR  | 21.05 m |
| Zilver | Jevgeni Mironov       | URS  | 21.03 m |
| Brons  | Aleksandr Barysjnikov | URS  | 21.00 m |
| 4      | Al Feuerbach          | USA  | 20.55 m |
| 5      | Hans-Peter Gies       | GDR  | 20.47 m |
| 6      | Geoff Capes           | GBR  | 20.36 m |
| 7      | George Woods          | USA  | 20.26 m |
| 8      | Hans Höglund          | SWE  | 20.17 m |

### discuswerpen
| rang   | sporter(s)        | land | afstand |
| ------ | ----------------- | ---- | ------- |
| Goud   | Mac Wilkins       | USA  | 67.50 m |
| Zilver | Wolfgang Schmidt  | GDR  | 66.22 m |
| Brons  | John Powell       | USA  | 65.70 m |
| 4      | Norbert Thiede    | GDR  | 64.30 m |
| 5      | Siegfried Pachale | GDR  | 64.24 m |
| 6      | Pentti Kahma      | FIN  | 63.12 m |
| 7      | Knut Hjeltnes     | NOR  | 63.06 m |
| 8      | Jay Silvester     | USA  | 61.98 m |

Mac Wilkins wierp een OR tijdens de kwalificaties, 68.28 m.

### kogelslingeren
| rang   | sporter(s)           | land | afstand    |
| ------ | -------------------- | ---- | ---------- |
| Goud   | Joeri Sedych         | URS  | OR 77.52 m |
| Zilver | Aleksej Spiridonov   | URS  | 76.08 m    |
| Brons  | Anatoli Bondartsjoek | URS  | 75.48 m    |
| 4      | Karl-Heinz Riehm     | FRG  | 75.46 m    |
| 5      | Walter Schmidt       | FRG  | 74.72 m    |
| 6      | Jochen Sachse        | GDR  | 74.30 m    |
| 7      | Chris Black          | GBR  | 73.18 m    |
| 8      | Edwin Klein          | FRG  | 71.34 m    |

### speerwerpen
| rang   | sporter(s)       | land | afstand    |
| ------ | ---------------- | ---- | ---------- |
| Goud   | Miklós Németh    | HUN  | WR 94.58 m |
| Zilver | Hannu Siitonen   | FIN  | 87.92 m    |
| Brons  | Gheorghe Megelea | ROU  | 87.16 m    |
| 4      | Piotr Bielczyk   | POL  | 86.50 m    |
| 5      | Sam Colson       | USA  | 86.16 m    |
| 6      | Vassili Jersjov  | URS  | 85.26 m    |
| 7      | Seppo Hovinen    | FIN  | 84.26 m    |
| 8      | Jānis Lūsis      | URS  | 80.26 m    |

### tienkamp
| rang   | sporter(s)        | land | punten  |
| ------ | ----------------- | ---- | ------- |
| Goud   | Bruce Jenner      | USA  | WR 8618 |
| Zilver | Guido Kratschmer  | FRG  | 8411    |
| Brons  | Nikolaj Avilov    | URS  | 8369    |
| 4      | Raimo Pihl        | SWE  | 8218    |
| 5      | Ryszard Skowronek | POL  | 8113    |
| 6      | Siegfried Stark   | GDR  | 8048    |
| 7      | Leonid Litvinenko | URS  | 8025    |
| 8      | Lennart Hedmark   | SWE  | 7974    |

## Dames

### 100 m
| rang   | sporter(s)            | land | tijd  |
| ------ | --------------------- | ---- | ----- |
| Goud   | Annegret Richter      | FRG  | 11.08 |
| Zilver | Renate Stecher        | GDR  | 11.13 |
| Brons  | Inge Helten           | FRG  | 11.17 |
| 4      | Raelene Boyle         | AUS  | 11.23 |
| 5      | Evelyn Ashford        | USA  | 11.24 |
| 6      | Chandra Cheeseborough | USA  | 11.31 |
| 7      | Andrea Lynch          | USA  | 11.32 |
| 8      | Marlies Oelsner       | GDR  | 11.34 |

Annegret Richter liep een WR tijdens de halve finales, tijd: 11.01 s.

### 200 m
| rang   | sporter(s)           | land | tijd     |
| ------ | -------------------- | ---- | -------- |
| Goud   | Bärbel Eckert        | GDR  | OR 22.37 |
| Zilver | Annegret Richter     | FRG  | 22.39    |
| Brons  | Renate Stecher       | GDR  | 22.47    |
| 4      | Carla Bodendorf      | GDR  | 22.64    |
| 5      | Inge Helten          | FRG  | 22.68    |
| 6      | Tatjana Prorotsjenko | URS  | 23.03    |
| 7      | Denise Robertson     | AUS  | 23.05    |
| 8      | Chantal Rega         | FRA  | 23.09    |

### 400 m
| rang   | sporter(s)        | land | tijd     |
| ------ | ----------------- | ---- | -------- |
| Goud   | Irena Szewińska   | POL  | WR 49.29 |
| Zilver | Christina Brehmer | GDR  | 50.51    |
| Brons  | Ellen Streidt     | GDR  | 50.55    |
| 4      | Pirjo Häggman     | FIN  | 50.56    |
| 5      | Rosalyn Bryant    | USA  | 50.65    |
| 6      | Sheila Ingram     | USA  | 50.90    |
| 7      | Riitta Salin      | FIN  | 50.98    |
| 8      | Debra Sapenter    | USA  | 51.66    |

### 800 m
| rang   | sporter(s)        | land | tijd       |
| ------ | ----------------- | ---- | ---------- |
| Goud   | Tatjana Kazankina | URS  | WR 1:54.94 |
| Zilver | Nikolina Sjtereva | BUL  | 1:55.42    |
| Brons  | Elfi Zinn         | GDR  | 1:55.60    |
| 4      | Anita Weiß        | GDR  | 1:55.74    |
| 5      | Svetlana Styrkina | URS  | 1:56.44    |
| 6      | Svetla Zlateva    | BUL  | 1:57.21    |
| 7      | Doris Gluth       | GDR  | 1:58.99    |
| 8      | Mariana Suman     | ROU  | 2:02.21    |

### 1500 m
| rang   | sporter(s)          | land | tijd    |
| ------ | ------------------- | ---- | ------- |
| Goud   | Tatjana Kazankina   | URS  | 4:05.48 |
| Zilver | Gunhild Hoffmeister | GDR  | 4:06.02 |
| Brons  | Ulrike Klapezynski  | GDR  | 4:06.09 |
| 4      | Nikolina Sjtereva   | BUL  | 4:06.57 |
| 5      | Ljoedmila Bragina   | URS  | 4:07.20 |
| 6      | Gabriella Dorio     | ITA  | 4:07.27 |
| 7      | Ellen Wellmann      | FRG  | 4:07.91 |
| 8      | Janice Merrill      | USA  | 4:08.54 |

### 100 m horden
| rang   | sporter(s)         | land | tijd  |
| ------ | ------------------ | ---- | ----- |
| Goud   | Johanna Schaller   | GDR  | 12.77 |
| Zilver | Tatjana Anisimova  | URS  | 12.78 |
| Brons  | Natalja Lebedjeva  | URS  | 12.80 |
| 4      | Gudrun Berend      | GDR  | 12.82 |
| 5      | Grażyna Rabsztyn   | POL  | 12.96 |
| 6      | Esther Roth        | ISR  | 13.04 |
| 7      | Valeria Stefanescu | ROU  | 13.35 |
| 8      | Ileana Ongar       | ITA  | 13.51 |

### 4x100 m estafette
| rang   | sporter(s)                                                                    | land | tijd     |
| ------ | ----------------------------------------------------------------------------- | ---- | -------- |
| Goud   | Marlies Oelsner Renate Stecher Carla Bodendorf Bärbel Eckert                  | GDR  | OR 42.55 |
| Zilver | Elvira Possekel Inge Helten Annegret Richter Annegret Kroniger                | FRG  | 42.59    |
| Brons  | Tatjana Prorotsjenko Ljoedmila Maslakova Nadeshda Besfamilnaja Vera Anisimova | URS  | 43.09    |
| 4      | Margaret Howe Patty Loverock Joanne McTaggart Marjorie Bailey                 | CAN  | 43.17    |
| 5      | Barbara Wilson Deborah Wells Denise Robertson Raelene Boyle                   | AUS  | 43.18    |
| 6      | Leleith Hodges Rose Allwood Carol Cummings Jacquel Pusey                      | JAM  | 43.24    |
| 7      | Martha Watson Evelyn Ashford Debra Armstrong Chandra Cheeseborough            | USA  | 43.35    |
| 8      | Wendy Clarke Denise Ramsden Sharon Colyear Andrea Lynch                       | GBR  | 43.79    |

### 4x400 m estafette
| rang   | sporter(s)                                                         | land | tijd       |
| ------ | ------------------------------------------------------------------ | ---- | ---------- |
| Goud   | Doris Maletzki Brigitte Rohde Ellen Streidt Christina Brehmer      | GDR  | WR 3:19.23 |
| Zilver | Debra Sapenter Sheila Ingram Pamela Giles Rosalyn Bryant           | USA  | 3:22.81    |
| Brons  | Inta Klimoviča Ljoedmila Aksenova Natalja Sokolova Nadezjda Iljina | URS  | 3:24.24    |
| 4      | Judith Canty Verna Burnard Charlene Rendina Bethanie Nail          | AUS  | 3:25.56    |
| 5      | Claudia Steger Dagmar Fuhrmann Elke Barth Rita Wilden              | FRG  | 3:25.71    |
| 6      | Marika Lindholm Pirjo Häggman Mona-Lisa Pursiainen Riitta Salin    | FIN  | 3:25.87    |
| 7      | Elizabeth Barnes Gladys Taylor Verona Elder Donna Murray           | GBR  | 3:28.01    |
| 8      | Margaret Stride Joyce Yakubowich Rachelle Campbell Yvonne Saunders | CAN  | 3:28.91    |

### hoogspringen
| rang   | sporter(s)          | land | hoogte    |
| ------ | ------------------- | ---- | --------- |
| Goud   | Rosemarie Ackermann | GDR  | OR 1.93 m |
| Zilver | Sara Simeoni        | ITA  | 1.91 m    |
| Brons  | Jordanka Blagojeva  | BUL  | 1.91 m    |
| 4      | Mária Mračnová      | TCH  | 1.89 m    |
| 5      | Joni Huntley        | USA  | 1.89 m    |
| 6      | Tatjana Sjljahto    | URS  | 1.87 m    |
| 7      | Annette Tannander   | SWE  | 1.87 m    |
| 8      | Cornelia Popa       | ROU  | 1.87 m    |

### verspringen
| rang   | sporter(s)        | land | hoogte |
| ------ | ----------------- | ---- | ------ |
| Goud   | Angela Voigt      | GDR  | 6.72 m |
| Zilver | Kathy McMillan    | USA  | 6.66 m |
| Brons  | Lidija Alfejeva   | URS  | 6.60 m |
| 4      | Sigrun Siegl      | GDR  | 6.59 m |
| 5      | Ildikó Szabó      | HUN  | 6.57 m |
| 6      | Jarmila Nygrýnová | TCH  | 6.54 m |
| 7      | Heidemarie Wycisk | GDR  | 6.39 m |
| 8      | Elena Vintila     | ROU  | 6.38 m |

### kogelstoten
| rang   | sporter(s)         | land | afstand    |
| ------ | ------------------ | ---- | ---------- |
| Goud   | Ivanka Hristova    | BUL  | OR 21.16 m |
| Zilver | Nadezjda Tsjizjova | URS  | 20.96 m    |
| Brons  | Helena Fibingerová | TCH  | 20.67 m    |
| 4      | Marianne Adam      | GDR  | 20.55 m    |
| 5      | Ilona Schoknecht   | GDR  | 20.54 m    |
| 6      | Margitta Droese    | GDR  | 19.79 m    |
| 7      | Eva Wilms          | FRG  | 19.29 m    |
| 8      | Jelena Stojanova   | BUL  | 18.89 m    |

### discuswerpen
| rang   | sporter(s)          | land | afstand    |
| ------ | ------------------- | ---- | ---------- |
| Goud   | Evelin Schlaak      | GDR  | OR 69.00 m |
| Zilver | Maria Vergova       | BUL  | 67.30 m    |
| Brons  | Gabriele Hinzmann   | GDR  | 66.84 m    |
| 4      | Faina Melnik        | URS  | 66.40 m    |
| 5      | Sabine Engel        | GDR  | 65.88 m    |
| 6      | Argentina Menis     | ROU  | 65.38 m    |
| 7      | Maria Betancourt    | CUB  | 63.86 m    |
| 8      | Natalja Gorbatsjova | URS  | 63.46 m    |

### speerwerpen
| rang   | sporter(s)            | land | afstand    |
| ------ | --------------------- | ---- | ---------- |
| Goud   | Ruth Fuchs            | GDR  | OR 65.94 m |
| Zilver | Marion Becker         | FRG  | 64.70 m    |
| Brons  | Kathy Schmidt         | USA  | 63.96 m    |
| 4      | Jacqueline Hein       | GDR  | 63.84 m    |
| 5      | Sabine Sebrovski      | GDR  | 63.08 m    |
| 6      | Svetlana Babitsj      | URS  | 59.42 m    |
| 7      | Nadeshda Jakoebovitsj | URS  | 59.16 m    |
| 8      | Karin Smith           | USA  | 57.50 m    |

### vijfkamp
| rang   | sporter(s)           | land | punten |
| ------ | -------------------- | ---- | ------ |
| Goud   | Siegrun Siegl        | GDR  | 4745   |
| Zilver | Christine Laser      | GDR  | 4745   |
| Brons  | Burglinde Pollak     | GDR  | 4740   |
| 4      | Ljoedmila Popovskaja | URS  | 4700   |
| 5      | Nadezjda Tkatsjenko  | URS  | 4669   |
| 6      | Diane Jones          | CAN  | 4582   |
| 7      | Jane Frederick       | USA  | 4566   |
| 8      | Margit Papp          | HUN  | 4535   |

## Medaillespiegel
| rang   | land                     | goud | zilver | brons | totaal |
| ------ | ------------------------ | ---- | ------ | ----- | ------ |
| 1      | DDR                      | 11   | 7      | 9     | 27     |
| 2      | Verenigde Staten         | 6    | 8      | 8     | 22     |
| 3      | Sovjet-Unie              | 4    | 4      | 10    | 18     |
| 4      | Polen                    | 3    | 2      | 0     | 5      |
| 5      | Finland                  | 2    | 2      | 0     | 4      |
| 6      | Cuba                     | 2    | 1      | 0     | 3      |
| 7      | Bondsrepubliek Duitsland | 1    | 4      | 4     | 9      |
| 8      | Bulgarije                | 1    | 2      | 1     | 4      |
| 9      | Jamaica                  | 1    | 1      | 0     | 2      |
| 9      | Nieuw-Zeeland            | 1    | 1      | 0     | 2      |
| 11     | Frankrijk                | 1    | 0      | 0     | 1      |
| 11     | Hongarije                | 1    | 0      | 0     | 1      |
| 11     | Mexico                   | 1    | 0      | 0     | 1      |
| 11     | Trinidad en Tobago       | 1    | 0      | 0     | 1      |
| 11     | Zweden                   | 1    | 0      | 0     | 1      |
| 16     | België                   | 0    | 2      | 1     | 3      |
| 17     | Canada                   | 0    | 1      | 0     | 1      |
| 17     | Italië                   | 0    | 1      | 0     | 1      |
| 17     | Portugal                 | 0    | 1      | 0     | 1      |
| 20     | Brazilië                 | 0    | 0      | 1     | 1      |
| 20     | Groot-Brittannië         | 0    | 0      | 1     | 1      |
| 20     | Roemenië                 | 0    | 0      | 1     | 1      |
| 20     | Tsjecho-Slowakije        | 0    | 0      | 1     | 1      |
| totaal | totaal                   | 37   | 37     | 37    | 111    |